# Malher (animateur)
Pour les articles homonymes, voir Mahler (homonymie).
 (mars 2019).
Malher, de son vrai nom André Petit, est un animateur de radio français. Il est l'un de ceux que l'on peut appeler « les pionniers de la bande FM ».

## Parcours
- 1981-1986 : RFM (6 h - 9 h)
- 1986-1989 : Skyrock (6 h - 9 h)
- 1989-1991 : RFM
- été 1991 : France Inter (0 h - 2 h Malher l'enchanteur)
- 1991-1994 : Skyrock (20 h - 22 h Bonsoir la planète réalisateur Anthony Planes notamment : la première émission dite de libre antenne ; puis 6 h - 9 h Bonjour Mahler)
- 1995-1997 : Europe 1 (0 h 30 - 5 h Les Meilleurs de nuit en alternance avec Hubert)
- 1999-2001 : RMC (20 h - 0 h Les planqués)
- De septembre à décembre 2001 : RFM (22 h - 1 h Ca va vous faire coucher tard avec Eric Lange)
- 2003-2005 : Nice Radio
- De décembre 2005 à avril 2008 : Sud Radio : Le Malher Circus, de 21 h à minuit, puis de 20h à 23 h (durant l'été 2007).
- Depuis fin septembre 2008 : Radio Monaco : Jungle News de 17 h à 20 h. Puis, depuis le 31 août 2009, Jungle News est de 16 h 30 à 19 h 30.
- À partir de septembre 2012 : Radio Monaco : Malher allume la télé, de 19 h à 21 h avec Nico.
- À partir de septembre 2013 : Radio Monaco : Malher allume la télé...et la radio, de 19 h à 21 h avec Nico.
- Et régulièrement sur Radio Monaco, Jungle Fight, avec la princesse Stéphanie, émission consacrée à la prévention et à la lutte contre le sida, diffusée de 17 h à 19 h. En 2014, l'émission a fêté son cinquième anniversaire.